# 城东湖街道
城东湖街道，是中华人民共和国辽宁省沈阳市于洪区下辖的一个乡镇级行政单位。

## 行政区划
城东湖街道下辖以下地区：
宏城社区、青铜社区、阳光100社区、惠泽园社区、三隆社区、紫郡城东社区、紫郡城西社区、水调歌城社区、凯城社区、碧桂园社区、顺丰社区、汪家村、郑家村、南李官村和大堡村。